# Aglaophamus elamellatus
Aglaophamus elamellatus är en ringmaskart som först beskrevs av Eliason 1951.  Aglaophamus elamellatus ingår i släktet Aglaophamus och familjen Nephtyidae.
Artens utbredningsområde är havet kring Nya Zeeland. Inga underarter finns listade i Catalogue of Life.